# Possibilismus (Humangeographie)
Possibilismus (englisch possibilism) ist das Gegenteil von Determinismus (Geographie), er beschreibt die Ansicht, dass der Mensch in seinen Entscheidungsprozessen frei von der Natur sei. 
Der Mensch kann sich demnach frei entwickeln und wird nicht durch die Natur in seinem Handeln eingeschränkt, sondern nur durch seine eigenen sozialen und physischen Grenzen. Als Mitbegründer gilt Paul Vidal de la Blache (1845–1918), der eine konkrete Gegenkonzeption zur Natur-Milieu-Lehre von Friedrich Ratzel (1844–1904) aufgebaut hat. Für ihn ist der Mensch frei und aktiv in seinen landschaftsrelevanten Handlungen innerhalb eines von der Natur gesetzten Rahmens. Paul Vidal de la Blache betrachtete bei seinen Studien verschiedene Menschengruppen (z. B. Landwirte, Bergarbeiter, sowie Nomaden, die er als genres de vie bezeichnete) und untersuchte diese aber nicht wie üblich auf ihr soziales Zusammenleben und die daraus resultierende Handlungen, sondern betrachtete sie nur unter dem Postulat der menschlichen Wahlfreiheit in ihrer Beziehung zu ihrem geographischen Lebensraum. De la Blache sorgte für eine schnelle Verbreitung und Anerkennung dieses kulturökologischen Ansatzes (dem Leistungsvermögen des Landschaftshaushaltes innerhalb des von der Natur gesetzten Rahmens) in Frankreich. Über die Grenzen hinaus dauerte es aber viele Jahre, bis dieses Konzept Verbreitung fand.
Die possibilistische Phase wird heute zur Entwicklung der Anthropogeographie (heute: Humangeographie) gezählt und war zwischen den Jahren 1890 bis 1910 vorherrschendes Paradigma in Frankreich. Sie wird heute oft als Vorreiter der modernen Sozialgeographie beschrieben.